# Gabrielle Russier
Pour les articles homonymes, voir Russier.
Gabrielle Russier, née le 29 avril 1937 à Paris et morte le 1er septembre 1969 à Marseille 15e, est une professeure agrégée de lettres. À la suite d'une liaison amoureuse avec un de ses élèves âgé de seize ans, elle est condamnée à un an de prison avec sursis pour enlèvement et détournement de mineur. Elle se suicide dans son appartement marseillais.
Son histoire a inspiré de nombreuses œuvres artistiques comme les chansons Gabrielle de Serge Reggiani (1970), Des fleurs pour Gabrielle d'Anne Sylvestre, Elégie à Gabrielle - Triangle (groupe) (1970) et Mourir d'aimer de Charles Aznavour (1971), le film d'André Cayatte, Mourir d'aimer (1971) ou encore le téléfilm de Josée Dayan, Mourir d'aimer (2009), qui sera critiqué par les protagonistes de l'affaire.

## Biographie

### Jeunesse et études
Gabrielle Marjorie Russier naît en 1937 de l'union de René Russier (1901-1976), avocat pénaliste au barreau de Paris, et Marjorie Smith (1903-1995), Américaine de confession mormone, fille d'un éleveur de chevaux de l'Utah, atteinte de sclérose en plaques. Elle est fille unique.
Elle effectue ses études secondaires au lycée de jeunes filles Victor-Duruy. Elle étudie ensuite les lettres modernes à Paris et rencontre Michel Nogues à la résidence universitaire d'Antony. Celui-ci est ingénieur, spécialisé dans la fission nucléaire. Le couple se marie un an plus tard, en 1958. Gabrielle Russier est alors titulaire d'une propédeutique en lettres.

### Parcours professionnel
Son mari est recruté par General Electric pour l'antenne de Casablanca au Maroc, où, fin 1959, Gabrielle Russier donne naissance à des jumeaux, Joël et Valérie. Elle sollicite et obtient un poste de professeur au lycée Moulay Abdallah. Un rapport d’inspection louangeur couronne ce début de carrière enseignante.
Michel Nogues obtient un poste d'ingénieur à Cadarache, dans les Bouches-du-Rhône. Gabrielle retourne quelque temps chez ses parents à Paris, avant que le couple emménage pendant l'été 1961 à Aix-en-Provence. Gabrielle s'inscrit à l'université d'Aix-Marseille pour préparer le concours de l'Institut préparatoire à l'enseignement secondaire. Sur cinq cents candidats, elle arrive à la treizième place.
Son couple bat de l'aile et Michel se montre parfois violent envers Gabrielle[réf. nécessaire]. Ils se séparent et elle élève seule ses deux enfants dans un logement des quartiers nord de Marseille en préparant l'agrégation de lettres. Elle a alors Antoine Raybaud comme professeur. Raymond Jean dirige son diplôme d'études supérieures. Elle obtient la mention Très bien pour un mémoire intitulé « Temps romanesque et temps grammatical » où de nombreux chapitres sont consacrés au Nouveau Roman.
En 1967, elle réussit le concours d'agrégation de lettres modernes et est nommée à  Marseille où elle enseigne au lycée Saint-Exupéry. Elle y est réputée pour son implication pédagogique. Elle emmène un groupe d'élèves au théâtre, puis en vacances au ski en mars 1968.

## L'affaire

### Rencontre et rapprochement, 1968
Agée de trente ans, elle rencontre Christian Rossi, né en janvier 1952, lorsque celui-ci a quinze ans (la majorité légale était alors fixée à l'âge de 21 ans). Russier connaît les parents de son élève, qui sont, pour la mère, professeur de français médiéval, et pour le père, professeur de philologie à l'université d'Aix-Marseille. Ils se côtoient d'autant plus que Gabrielle Russier est très impliquée dans leur classe de Seconde, qui regroupe ses élèves de français, latin et grec et elle est très proche de ses élèves, se faisant tutoyer par eux, allant au cinéma avec eux et les recevant chez elle. Gabrielle Russier et Christian Rossi se retrouvent dans les manifestations de la fin de mai 68, ce dernier, fils de communistes, étant un militant d'extrême gauche de la Jeunesse communiste révolutionnaire.
Gabrielle et Christian entament une liaison lorsque celui-ci est en fin de seconde. Les parents du jeune homme, Mario et Marguerite Rossi, s'opposent très vite à la relation. Pendant les grandes vacances, Christian leur annonce qu'il part en stop avec un copain de lycée en Italie et en Allemagne. Gabrielle Russier suit alors Christian, âgé de 16 ans et demi, dans ces deux pays.

### Saisine du juge, octobre 1968
À la rentrée des classes, les parents de Christian lui demandent de rompre, mais ce dernier refuse et s'installe chez Gabrielle. Le 15 octobre 1968, les parents saisissent le juge pour enfants. Ce dernier trouve un compromis : envoyer le jeune homme au lycée d'Argelès, comme interne, tout en laissant Gabrielle lui écrire et le voir à la Toussaint. Mais les lettres de Gabrielle sont interceptées, si bien que Christian menace de se suicider. Alors qu'elle vient le chercher, les gendarmes arrêtent Gabrielle. Le 16 novembre, Christian fugue et est hébergé par un copain de lycée. Gabrielle le rejoint. Quinze jours plus tard, le père de Christian porte plainte pour enlèvement et détournement de mineur,.

### Incarcérations, décembre 1968 et avril 1969
Le juge d'instruction Bernard Palanque, appelé alors qu'il n'était pas de service car l'affaire est jugée « délicate », inculpe Gabrielle Russier pour détournement de mineur et ordonne son incarcération à la prison des Baumettes une première fois en décembre 1968. Christian Rossi intervient auprès du juge pour enfants si bien qu'elle est libérée cinq jours après. Christian est transféré au lycée Thiers, et il reçoit l'ordre de ne plus s'approcher de Gabrielle que pendant des heures fixées à l'avance. Il obtient un logement dans un foyer, où il doit être présent tous les jours à 19h. Il tient les premiers mois, se rend en cours.
Les parents de Christian Rossi décident de le placer dans différents instituts, puis le font interner dans la clinique psychiatrique L'Émeraude, où il subit une cure de sommeil pendant trois semaines avant de partir se reposer chez sa grand-mère. En dépit de ces événements, Gabrielle et Christian se revoient et Christian finit par fuguer. Le 14 avril 1969, Gabrielle est à nouveau incarcérée, d'abord pendant quelques jours, puis pendant cinq semaines du 25 avril au 13 juin 1969 pour avoir refusé de révéler où se cachait Christian. Elle restera finalement cinquante jours en détention.
Le 23 juin, l'université d'Aix-en-Provence rejette la candidature de Gabrielle à un poste d'assistante de linguistique.

### Le procès de juillet 1969
Le 10 juillet 1969, Gabrielle comparaît devant le tribunal correctionnel de Marseille siégeant à huis clos. Le procureur de la République requiert treize mois d'emprisonnement ferme. Le lendemain, elle est condamnée à douze mois de prison avec sursis, à 1 500 francs d'amende et un franc de dommages-intérêts symbolique pour les parents. À la suite de l'élection du président de la République Georges Pompidou en juin 1969, le Parlement prépare une loi d'amnistie, qui s'appliquerait à la condamnation de Gabrielle et lui permettrait de conserver son emploi, mais, pour éviter cela, le parquet fait appel a minima, sous la pression de l'Académie d'Aix, en la personne du recteur Paul Frank.

Le substitut Jean Testut ne souhaite pas faire appel de la condamnation amnistiable de Gabrielle Russier mais doit suivre les instructions du procureur général, Marcel Caleb. Il défend malgré tout la position de sa hiérarchie, : 

« Il fallait une inscription au casier judiciaire pour faciliter l’action disciplinaire et l’éloigner de son poste. Elle la méritait. Les enseignants sont tenus à une certaine réserve. Gabrielle Russier donnait au contraire le mauvais exemple en bafouant l’autorité paternelle. Si encore elle avait fait amende honorable, ou s’il s’était agi d’une coiffeuse, ou si elle avait couché avec un jeune apprenti, c’eût été différent. »

Devant comparaître en octobre devant la cour d'appel d'Aix-en-Provence, elle vit cette situation comme un acharnement de l'institution. Elle écrit « J'ai tellement peur d'être marquée à jamais ». Tombant dans une dépression, elle est placée à la maison de repos La Recouvrance, à Boulin près de Tarbes, qu'elle quitte le 31 août 1969.
Son père a engagé un ténor du barreau, Maître Naud, en vain. Gabrielle fait une première tentative de suicide en août 1969.

### Suicide, septembre 1969
Gabrielle Russier se suicide le 1er septembre 1969 en s'intoxiquant au gaz, après avoir calfeutré toutes les issues d'aération et pris des barbituriques, dans son appartement marseillais de la Résidence Nord,.
Ses obsèques sont célébrées par le pasteur Michel Viot, lequel dans son sermon déclare :« il est des condamnations qui, pour paraître légères à certains, n'en sont pas moins des condamnations à mort. Que ceux qui traînent leur prochain en Justice y pensent. » Elle est enterrée au cimetière du Père-Lachaise (26e division), à Paris.

### Postérité

#### Le devenir de Christian Rossi
Les parents de Christian Rossi le font interner en asile psychiatrique. Une fois sorti, il est recueilli et caché par le pasteur Michel Viot ; et en février 1970, il fait une mise au point auprès de la presse, :

« On a raconté beaucoup de mensonges autour de notre liaison, on a voulu donner d'elle [Gabrielle] l'image d'un prof qui avait envoûté son jeune élève. La réalité a été bien différente. Il n'y a jamais eu entre elle et moi les rapports traditionnels de professeur à élève. Elle venait avec nous au ski. Nous sortions ensemble. C'est ainsi qu'insensiblement, nous nous sommes rapprochés. Mais ce n'est pas parce qu'elle était mon professeur que nous nous sommes aimés, nous aurions pu nous rencontrer n'importe où ailleurs. »

Et il accorde le 1er septembre 1971 un entretien exclusif au Nouvel Observateur : 

« Ce n'était pas du tout une passion. C'était de l'amour. La passion, ce n'est pas lucide. Or, c'était lucide. [...] Les [deux ans] de souvenirs qu'elle m'a laissés, elle me les a laissés à moi, je n'ai pas à les raconter. Je les sens. Je les ai vécus, moi seul. [...] Le reste, les gens le savent : c'est une femme qui s'appelait Gabrielle Russier. On s'aimait, on l'a mise en prison, elle s'est tuée. C'est simple. »

#### Réaction de Georges Pompidou - Pétition de prix Nobel
Le 22 septembre 1969, à la fin de sa conférence de presse, le Président de la République Georges Pompidou qui a, durant la campagne électorale, promis aux Français « une nouvelle société », interrogé sur l'affaire par Jean-Michel Royer, journaliste à RMC, répond : « Je ne vous dirai pas tout ce que j'ai pensé d'ailleurs sur cette affaire. Ni même ce que j'ai fait. Quant à ce que j'ai ressenti, comme beaucoup, eh ! bien « comprenne qui voudra, Moi, mon remords, ce fut la victime raisonnable au regard d'enfant perdue, celle qui ressemble aux morts qui sont morts pour être aimés ». », citant ainsi Paul Éluard et ses vers consacrés aux femmes tondues à la Libération. Il quitte ensuite la salle dans laquelle se tient la conférence de presse.
Le 25 novembre 1969, une pétition est remise au Garde des Sceaux René Pleven dénonçant notamment « l'acharnement digne des moines de l'Inquisition ». Elle est signée par des personnalités de tous horizons, dont les prix Nobel Jacques Monod, François Jacob, Alfred Kastler, ou encore le journaliste André Frossard.

#### Influence sur la société
Cinq jours après sa mort, le cinéaste Jacques Deray annonce son intention de réaliser un film racontant l'histoire de Gabrielle Russier, déclarant dans la presse : « Ce n'est pas la fin tragique de Gabrielle Russier qui me pousse à faire un film de ce fait divers. De toute façon je l'aurais tourné. J'y pense depuis deux mois, et j'avais même commencé à me documenter. Je comptais rencontrer la jeune femme. » Pour Jacques Deray, ce fait divers moderne rejoint la tragédie antique. Tout y est : les événements de mai 1968, la rencontre amoureuse de deux êtres, le comportement des universitaires, le comportement de la police, du Parquet, de l'entourage.
À la suite des détentions préventives de Gabrielle Russier jugées par beaucoup abusives, le ministre de la Justice René Pleven annonce en octobre 1969 une réforme de la détention préventive.
L'affaire et le suicide de Gabrielle Russier émeuvent le chanteur Charles Aznavour qui s'attelle dans la foulée à l'écriture d'une chanson. Puis c'est André Cayatte qui tourne en 1970, le film Mourir d'aimer, inspiré de l'affaire, dans lequel Bruno Pradal interprète Christian Rossi. Annie Girardot est en « Une » de L'Express du 15 février 1971, à la sortie du film, qui fait polémique mais devient peu à peu un grand succès, avec 5,9 millions d'entrées en salle. La chanson d'Aznavour Mourir d'aimer (après que le réalisateur l'a autorisé à sa demande à utiliser le même titre) sort dans le même temps.
Un téléfilm de Josée Dayan diffusé en 2009, avec Muriel Robin et Sandor Funtek, est vivement critiqué par l'ancien pasteur Viot, qui considère que son message dénature l'histoire d'amour entre une professeure et son élève.
En 2017, Libération publie une tribune de l'éditeur Jean-Marc Savoye titrée « La Revanche de Gabrielle », pointant une similitude de l'histoire de Gabrielle Russier avec celle du nouveau Président Emmanuel Macron qui, lycéen de quinze ans, vit une histoire d'amour avec son enseignante Brigitte Trogneux.

### Filmographie
- Mourir d’aimer, film français réalisé par André Cayatte, sorti en 1971, avec Annie Girardot et Bruno Pradal[23].
- Mourir d’aimer, téléfilm français réalisé par Josée Dayan, diffusé en 2009, avec Muriel Robin et Sandor Funtek (histoire transposée en 1980).

### Chansons
- 1970 : Serge Reggiani - Gabrielle[39].
- 1970 : Triangle - Élégie à Gabrielle[40].
- 1971 : Charles Aznavour - Mourir d'aimer[41].
- 1971 : Anne Sylvestre - Des fleurs pour Gabrielle[42], dans l'album Abel, Caïn, mon fils.
- 1972 : Claude François - Qu'on ne vienne pas me dire[43] (allusion à Gabrielle Russier dans le deuxième couplet[44]).

### Audiographie
- Christophe Hondelatte, Gabrielle Russier, un amour interdit, Europe 1, 17 janvier 2017.

## Sources
1. ↑  Raymond Jean, Lettres de prison précédé de Pour Gabrielle, Éditions du Seuil, 1970, p.16 : "Le grand-père de Gabrielle s'appelait George Smith et était éleveur de chevaux à Logan près de Salt Lake City".
2. 1 2 3 4 5  Pascale Robert-Diard, Joseph Beauregard, Le Monde, 27 juillet 2020.
3. 1 2  Pascale Robert-Diard, Joseph Beauregard, Le Monde, 26 juillet 2020.
4. ↑  del Castillo 1970.
5. ↑  Raymond Jean, Lettres de prison précédé de Pour Gabrielle, Éditions du Seuil, 1970, p.18 : "Elle consacra de nombreux chapitres de son étude au "nouveau roman", et en particulier à des œuvres comme Portrait d'un inconnu, Passage de Milan, La Modification, Les Gommes, et La Jalousie, Le Vent, L'Herbe et La Route des Flandres."
6. ↑  Raymond Jean, Lettres de prison précédé de Pour Gabrielle, Éditions du Seuil, 1970, p.26 : "Au lendemain de son succès au diplôme d'Études supérieures, elle avait été encouragée à préparer l'agrégation. Elle l'obtient en 1967, et dans les meilleures conditions, notamment avec une copie de Français remarquable. Elle avait travaillé d'arrache-pied pendant deux ans."
7. ↑  « « L’affaire Gabrielle Russier » : une professeure unique », Le Monde.fr,‎ 26 juillet 2020 (lire en ligne, consulté le 27 juillet 2020)
8. ↑  Claude Lelièvre, Francis Lec, L'École, les Profs et la sexualité, Odile Jacob, 2005, p. 192.  (ISBN 273811623X)
9. ↑  Paris-Presse, L'intransigeant, 1er octobre 1969, p.12, article de Jean-Loup Dariel : "Raison supplémentaire de s'intéresser à Christian : Gabrielle est l'amie de ses parents. Elle les a connus à la faculté d'Aix où le père est professeur de phonétique et la mère professeur de lettres."
10. ↑  Raymond Jean, Lettres de prison précédé de Pour Gabrielle, Éditions du Seuil, 1970, p.61 : "Ce n'était pas une prof comme les autres. Elle ne nous écrasait pas de son autorité. Elle se faisait tutoyer par nous et discutait de tous les problèmes de la vie. Elle nous traitait d'égal à égal." (témoignage écrit d'un collectif d'élèves se faisant appeler Les Maoïstes de la Gauche prolétarienne Lycée Nord, Marseille)
11. ↑  Raymond Jean, Lettres de prison précédé de Pour Gabrielle, Éditions du Seuil, 1970, p.36 : "Ce que Gabrielle faisait surtout, c'était de continuer à exister pour ses élèves, le seuil de la classe franchi : elle les retrouvait après le lycée, elle sortait avec eux, au cinéma ou à la neige, elle les recevait chez elle"
12. 1 2  Gabrielle Russier et Raymond Jean, Lettres de prison.
13. ↑  Raymond Jean, Lettres de prison précédé de Pour Gabrielle, Éditions du Seuil, 1970, p.31 : "Il m'est difficile d'aborder ce point sans parler des parents de Christian qui ont mis en mouvement cette "justice". Je répugne à le faire parce que, les connaissant depuis longtemps, je les ai toujours considérés comme des amis et des camarades politiques : je dirai même que les sympathies qu'ils m'ont paru avoir, comme communistes, pour les positions du P.C. italien, m'ont souvent paru positives."
14. ↑  Raymond Jean, Lettres de prison précédé de Pour Gabrielle, Éditions du Seuil, 1970, p.31 : "J'indiquerai pourtant que, militant d'extrême-gauche (et notamment de ce qui était à l'époque la Jeunesse communiste révolutionnaire, il (Christian Rossi) s'est à ce titre défini comme un garçon engagé et responsable."
15. 1 2 3  Pascale Robert-Diard, Joseph Beauregard, Le Monde, 27 juillet 2020.
16. ↑  La Répression dans l'enseignement, François Maspero, coll. « l'École émancipée », 1972 (OCLC 465831342), p. 64.
17. 1 2 3 4  Pascale Robert-Diard, Joseph Beauregard, Le Monde, 28 juillet 2020.
18. ↑  (en-US) Mavis Gallant, « The Case of Gabrielle Russier », sur The New Yorker (consulté le 2 août 2020)
19. ↑  Wolfgang Drost, Mai dix-neuf cent soixante-huit : anthologie crit. de documents polit. et littéraires, Francfort-sur-le-Main, Lang, coll. « Publications universitaires européennes. » (no Sér. 13, 109), 1986, 238 p. (ISBN 978-3-8204-9126-5, OCLC 246629884), p. 64.
20. 1 2 3  Pascale Robert-Diard, Joseph Beauregard, Le Monde, 29 juillet 2020.
21. ↑  Renée Dray-Bensousan (dir.), Hélène Échinard, Régine Goutalier et al., Marseillaises : vingt-six siècles d'histoire, Aix-en-Provence, Édisud, 1999, 239 p. (ISBN 978-2-7449-0079-2, OCLC 409589742), p. 202.
22. ↑  Jean-Luc Chalumeau, La nouvelle figuration : une histoire, de 1953 à nos jours, Paris, Cercle d'art, 2003, 222 p. (OCLC 841878142), p. 68
23. 1 2 3  Pascale Robert-Diard, Joseph Beauregard, Le Monde, 31 juillet 2020.
24. 1 2  Pascale Robert-Diard, Joseph Beauregard, Le Monde, 30 juillet 2020.
25. 1 2  Paris-Presse, L'Intransigeant, 3 octobre 1969, p.16
26. ↑  Valérie Marin La Meslée, L'Amour fou, Maren Sell, 2006, 404 p. (ISBN 978-2-7441-9210-4), p. 101.
27. 1 2  « Mourir d'aimer n'est pas une histoire d'inceste », sur La Nouvelle République - France Monde, 6 avril 2012 (consulté le 12 février 2017)
28. 1 2  Ariane Chemin, Le Monde, 17 juillet 2006.
29. ↑  Paris-Presse, L'Intransigeant, 21 février 1970, p.13 : « Christian révèle ce que fut vraiment l'amour entre Gabrielle Russier, six mois après le suicide du professeur de lettres de Marseille ».
30. ↑  Roger Colombani, La Vérité piégée : les carnets d'un grand reporter, Paris, Calmann-Lévy, coll. « Libre parcours » (no 1), 1979, 209 p. (ISBN 2-7021-0307-3, lire en ligne), Gabrielle Russier : la victime raisonnable, p. 138.
31. ↑  Ces vers cités par Georges Pompidou sont extraits de  « Comprenne qui voudra», un des poèmes du recueil « Au rendez-vous allemand, publié en 1944. Ce poème figure dans l'"Anthologie de la poésie française" dont Georges Pompidou est l'auteur
32. ↑  « Extrait vidéo » [vidéo], sur ina.fr.
33. ↑  « Plusieurs personnalités adressent une pétition au garde des sceaux », Le Monde,‎ 25 novembre 1969 (lire en ligne, consulté le 28 juillet 2020)
34. ↑  Paris-Presse, L'Intransigeant, 6 septembre 1969, p.17 : "Jacques Deray va tourner l'histoire tragique du professeur de Marseille qui vient de se suicider par amour"
35. ↑  Paris-Presse, L'Intransigeant, 2 octobre 1969, p.2 :"M. René Pleven a fait approuver ce matin par le Conseil des ministres le projet de réforme du code de procédure pénale qui renforce la protection des libertés individuelles. Ce projet de loi prévoit la modification du régime de détention préventive qui s'appellera désormais provisoire
36. ↑  Mourir d'aimer : Charles Aznavour contre le conservatisme des années 1970, article du 19 juillet 2015, l'Express.
37. ↑  Michel Viot, pasteur luthérien en 1966, converti au catholicisme et ordonné prêtre catholique en 2003
38. ↑  « La revanche de Gabrielle », sur Libération.fr, 25 juin 2017 (consulté le 24 novembre 2019)
39. ↑  « Encyclopédisque - Disque : Gabrielle », sur www.encyclopedisque.fr (consulté le 28 juillet 2020)
40. ↑  « Encyclopédisque - Disque : Élégie à Gabrielle », sur www.encyclopedisque.fr (consulté le 28 juillet 2020)
41. ↑  « Encyclopédisque - Disque : Non, je n'ai rien oublié », sur www.encyclopedisque.fr (consulté le 28 juillet 2020)
42. ↑  « Encyclopédisque - Disque : Huitième album », sur www.encyclopedisque.fr (consulté le 28 juillet 2020)
43. ↑  « Claude François - Le Lundi Au Soleil », sur Discogs (consulté le 28 juillet 2020)
44. ↑  « Paroles Qu'on Ne Vienne Pas Me Dire par Claude Francois - Paroles.net (lyrics) », sur www.paroles.net (consulté le 28 juillet 2020)